# Cratere Deledda
Deledda è un cratere da impatto sulla superficie di Venere. È intitolato alla scrittrice italiana Grazia Deledda.